# Dormitz
Dormitz – miejscowość i gmina w Niemczech, w kraju związkowym Bawaria, w rejencji Górna Frankonia, w regionie Oberfranken-West, w powiecie Forchheim, siedziba wspólnoty administracyjnej Dormitz. Leży nad rzeką Schwabach.
Dormitz leży 13 km na południe od Forchheimu, 9 km na wschód od Erlangen i 17 km na północ od centrum Norymbergi.

## Polityka
Wójtem od 1990 jest Gerhard Schmitt.

### Współpraca
Miejscowość partnerska:
- Clairoix, Francja

## Zabytki i atrakcje
- ratusz
- szkoła podstawowa
- Kościół pw. NMP (Zu Unserer Lieben Frau)

## Oświata
(na 1999)

W gminie znajduje się 100 miejsc przedszkolnych oraz szkoła podstawowa z częścią Hauptschule (231 uczniów).